# Mauritz Stensson Leijonhufvud

Porträtt på hans fru Amalia von Hatzfeldt.

Mauritz Stensson Leijonhufvud (även Moritz), född 10 september 1559 på Kärra, död 23 november 1607 på Käggleholm i Närke, var ett svenskt riksråd, greve av Raseborg i Finland, friherre till Gräfsnäs och herre till Käggleholm. Han var son till Sten Eriksson Leijonhufvud och Ebba Månsdotter (Lilliehöök).
Mauritz Stensson Leijonhufvud blev som ung page i hertig Karls hov och följde med honom på bröllopsresan till Heidelberg. Han var 1579-1580 i tjänst hos kurfursten Ludvig VI av Pfalz samt gjorde därefter en resa genom Frankrike, Italien och Tyskland. Han blev upptagen till hertig Karls råd 1584.
Han blev häradshövding i Oppunda härad den 26 juli 1584 och hertig Karls ställföreträdare 1585 vid konung Johan III:s bröllop. Leijonhufvud blev tillförordnad lagman i Södermanland den 25 januari 1588. Han var hertig Karls legat till konungen av Polen 1588 och till hertigen av Holstein 1592.
Leijonhufvud blev lagman i Närke 1595 och erhöll Glanshammars socken i förläning 1595. Han erhöll Rinkaby socken såsom pant för en fordran hos kronan 1596. Vidare blev han hertig Karls fullmäktig till konung Sigismund på Stegeborgs slott 1598 och ståthållare på Västerås slott och över Västmanland, Dalarne och Kopparbergslagen 1598. Han erhöll uppdrag att ha tillsyn över bergsbruken 1599 och fick Raseborgs grevskap i donation 1600.
Leijonhufvud blev ståthållare på Reval och över Estland 1601. Han fick Gräfsnäs, Ulvsby med flera gods i förläning 1601. Han blev riksråd och riksdrots 1602. Han fick fullmakt att underhandla om stillestånd och fred med Polen 1602.
Han var ledamot av regeringen under konungens frånvaro 1605. Vid sin död begravdes han i ett eget gravkor i Örebro stads kyrka, där hans gravsten och begravningsvapen finns.
Han var 1582 en av hertig Karls mest betydande medhållare samt motståndare till Röda boken. Han emottog 1592 på gränsen hertigens brud Christina av Holstein. Han tillställde 1594 en förlikning mellan hertigen och sin broder Axel och skickades 1598, jämte två andra hertigens hovråd till konung Sigismund, som då var på Stegeborg för att mäkla en förlikning dem emellan, vilket dock var förgäves. Han var också en av de olyckliga riksrådens domare i Linköping 1600. Om honom har konung Karl IX i sin almanacka antecknat: "17 februari 1608 begrovs i Örebro den förnämsta och förståndigaste herre och man i riksens råd, greve Morits till Raseborg och Kaggeholm, den mig ifrån min ungdom troligen tjent haver".
Han gifte sig 3 september 1592 på Nyköpings slott med Amalia von Hatzfeld, tidigare hovjungfru hos hertiginnan Maria av Södermanland, född furstinna av Pfalz. Hon avled 23 augusti 1628 på Käggleholm och begravdes 1629 i mannens gravkor i Örebro stads kyrka. Dotter till Vilhelm von Hatzfeld och Sibylla von Rodenhausen.

## Barn
- Ebba Mauritzdotter Lewenhaupt